# Claude Berge
Claude Jacques Roger Berge (Párizs, 1926. június 5. – Párizs, 2002. június 30.) francia matematikus, a modern kombinatorika és gráfelmélet egyik megalapozója. Félix Faure francia elnök dédunokája.

## Élete és munkássága
Második gyerekként született egy többgyerekes családba. A Párizstól több mint 100 km-re levő Verneuil-sur-Avre-ban járt iskolába egy kitűnő magánintézménybe. Szerette az irodalmat, ennek ellenére úgy döntött, hogy matematika szakra iratkozik be a Párizsi Egyetemre. Ennek elvégzése után André Lichnérowicz irányításával doktorált 1953-ban. Disszertációjának címe: Sur une théorie ensembliste des jeux alternatifs.1950-ben jelent meg az első szakcikke. 1952-ben megnősült, feleségül vette Jane Gentaz-t, akitől egy lánya született.
Már 1952-ben kutatóként alkalmazta a Centre national de la recherche scientifique. 1957-ben a Princetoni Egyetemen vendégtanárként dolgozott. Ekkor kezdett gráfelmélettel, játékelmélettel és kombinatorikával foglalkozni. Megírta híres könyvét Théorie des graphes et ses applications címmel, melyet azután számos nyelvre lefordítottak. Visszatérve Franciaországba, a Párizsi Egyetem statisztikai intézetében helyezkedett el. Ezután több szakcikke és könyve jelent meg gráfokról és hipergráfokról.
1965–1967 között a római Nemzetközi Számítási Központ igazgatója volt. 1968-ban félévet a pennsylvaniai állami egyetemen töltött. 
Berge élete folyamán több kitüntetést kapott. A matematikán kívül érdekelte a művészet, és azon belül a szobrászat is. Széles látókörű és műveltségű ember volt.

## Könyvei
- Théorie générale des jeux à n personnes 1957 (orosz ford. 1961)
- Théorie des graphes et ses applications, Wiley, 1958 (fordítások: angol, orosz, spanyol, román, kínai)
- Espaces topologiques, fonctions multivoques, 1959 (angol ford. 1963)
- Programmes, jeux et réseaux de transport, társszerző: Gouila Houri, Wiley, 1962 (fordítások: angol, spanyol, német, kínai)
- Graphes parfaits, 1963
- Principes de combinatoire, Wiley, 1968 (angol ford. 1972)
- Graphes et hypergraphes, 1969 és 1970 (fordítások: angol, japán)
- Hypergraphes. Combinatoires des ensembles finis, Gauthier-Villars, 1987 (angol ford.)

## Kitüntetései
- EURO Gold Medal, Association of European Operational Research Societies, 1989
- Euler-érem, Institute of Combinatorics and Its Applications, 1993 (Ronald Grahammel közösen)